# Charlot et Mabel aux courses
Pour plus de détails, voir Fiche technique et Distribution.
Charlot et Mabel aux courses (Gentlemen of Nerve) est une comédie burlesque américaine de et avec Charlie Chaplin, sortie le 29 octobre 1914.

## Synopsis
M. Walrus et sa fiancée Mabel sont au Ascot Park Speedway pour assister aux courses de voitures. Walrus, sous les yeux de Mabel, délaisse les courses et commence à flirter avec sa voisine de tribune.
De son côté, M. Wow Wow (sous les traits de Charlot) et Ambrose n'ont pas un sou, et décident de s'associer pour entrer en fraude. Ambrose tente alors de passer par le trou d'une palissade mais reste coincé, et Charlot en profite pour le frapper et l'abandonner.
Après s'être disputé avec d'autres spectateurs, Charlot s'installe dans les tribunes, et se permet de boire à la paille dans la bouteille de sa voisine, qui n'apprécie pas. Mabel, agacée par le comportement de Walrus, s'en va. Elle trébuche alors sur Charlot et lui écrase son chapeau. Pas rancunier, celui-ci se met à flirter avec elle.
Walrus fait des propositions osées à sa voisine qui, choquée, s'en va. Il choisit alors de reconquérir Mabel, qui demande à Charlot de la débarrasser du goujat. Walrus est alors propulsé sur un policier ayant arrêté auparavant Ambrose pour sa fraude.
Le film se termine sur Charlot tentant d'embrasser Mabel, qui se refuse avec un grand sourire.

## Fiche technique
- Titre original : Gentlemen of Nerve
- Titre français : Charlot et Mabel aux courses
- Réalisation : Charlie Chaplin
- Scénario : Charlie Chaplin (non crédité)
- Photographie : Frank D. Williams
- Montage : Charlie Chaplin (non crédité)
- Production : Mack Sennett
- Société de production : Keystone
- Sociétés de distribution : 
  - Mutual Film (1914)
  - W.H. Productions Company (1920)
- Pays d’origine :  États-Unis
- Langue : titres en anglais
- Format : Noir et blanc - 35 mm - 1,33:1  -  Muet
- Genre : comédie
- Durée : 15 minutes - une bobine (300 mètres)
- Dates de sortie :
  - États-Unis : 29 octobre 1914
  - Espagne : 17 novembre 1915
- Licence : Domaine public

## Distribution
- Charlie Chaplin : M. Wow Wow
- Mabel Normand : Mabel
- Chester Conklin : M. Walrus
- Mack Swain : Ambrose
- Phyllis Allen : la femme flirtant avec M. Walrus
- Edgar Kennedy : le policier
- Alice Davenport : la tenancière du bar
- Joe Bordeaux : un spectateur
- Glen Cavender : un spectateur
- Charley Chase : un spectateur
- Fred Hibbard (Fred Fischbach) : un spectateur
- Harry McCoy : un spectateur